# 屏边孩儿草
屏边孩儿草（学名：Rungia pinpienensis）为爵床科孩儿草属的植物，为中国的特有植物。分布于中国大陆的云南等地，生长于海拔1,800米的地区，多生于田旁小箐，目前尚未由人工引种栽培。
其种加词“pinpienensis”意为“云南屏边县的”。